# Kanton Auxerre-3
Kanton Auxerre-3 (fr. Canton d'Auxerre-3) je francouzský kanton v departementu Yonne v regionu Burgundsko-Franche-Comté. Tvoří ho šest obcí a část města Auxerre. Zřízen byl v roce 2015.

## Obce kantonu
- Auxerre (část)
- Augy
- Bleigny-le-Carreau
- Champs-sur-Yonne
- Quenne
- Saint-Bris-le-Vineux
- Venoy